# Naval Air Station Barbers Point

i7
i11
i13
Naval Air Station Barbers Point (auch: John Rodgers Field) war ein Militärflugplatz der United States Navy in Kapolei auf Oʻahu, Hawaii.
Er bestand von 1943 bis 1999. Zuletzt waren zahlreiche Lockheed P-3 „Orion“ stationiert. Der Flugplatz wurde in Kalaeloa Airport umbenannt und ist seitdem ein Zivilflughafen, der von der United States Coast Guard (Coast Guard Air Station Barbers Point) mitgenutzt wird.

## Zwischenfälle
- Am 23. Dezember 1957 fielen an einer Lockheed L-1049/WV-2 Super Constellation der US Navy (Luftfahrzeugkennzeichen Bu 143197) 40 Kilometer nordwestlich des Startflugplatzes Naval Air Station Barbers Point in 1500 Fuß (460 Metern) Höhe alle vier Triebwerke aus. Beim Aufsetzen im Meer kollidierte die Maschine mit über 4 Meter hohen Wellen und sank. Von den 23 Besatzungsmitgliedern kamen 19 ums Leben.[1]